# The Darkness (комикс)
The Darkness (Джеки Эстакадо) —вымышленный супергерой, созданный Марком Сильвестри, Гартом Эннисом и Дэвидом Волем, который впервые появился в американской серии комиксов, опубликованных Top Cow Productions в 1996 году. Персонаж впервые появился в Witchblade #10 (ноябрь 1996), действие которого происходит во вселенной Image. Джеки Эстакадо — нью-йоркский мафиози, которому исполнился 21 год, и он унаследовал проклятие Тьмы.
Top Cow перезапустил The Darkness в 2019 году с Мэттом Хокинсом в качестве сценариста и Томом Гриндбергом в качестве художника, с Джеки Эстакадо и Сарой Пеццини во второстепенных ролях.

## Биография

### Тьма
Во Вселенной Top Cow Тьма изображена как космическая сущность, предшествовавшая предшествующей истории. Это воплощение пустоты хаоса, которая существовала до прихода Божьего света — воплощенного как Ангелус. По мере того как космос формировался на своем месте, ныне узурпированная Тьма росла, возмущаясь Богом и Его творением. Став достаточно могущественной, чтобы проявить себя и призвать легион демонов, Тьма объявила войну Ангелусу и ее воинству. Это продолжалось целую вечность, пока не было найдено перемирие, предотвращающее взаимное уничтожение. Чтобы скрепить договор, две силы объединились и зачали Ведьмин Клинок.
Некоторое время после этого Тьма начала вселяться в человеческие сосуды — наследуемая через сыновей своей избранной родословной; отец передает проклятие своему ребенку в момент зачатия, истекая, когда сила покидает его тело. Затем сила пробуждается в 21-й день рождения сына. Обладатель Тьмы присутствовал в каждом крупном периоде времени и континентальной державе в истории. Эти хозяева обычно были склонны к насилию, такие как диктаторы и полевые командиры. Многие из них также имели криминальное прошлое, а именно убийцы, воры и насильники.
Позже в этой истории сценаристы изобрели другие космические силы, пока 13, известные как «Артефакты».

### Джеки Эстакадо
Джеки Эстакадо была сосудом Тьмы в первом выпуске сериала. Он изображен как озверевшая версия классического антигероя; часто на стороне зла, но иногда борется с угрызениями совести и желает творить добро. Ключ к его личности, который дают сценаристы, звучит так: «Всю мою жизнь меня пинали, понимаете? Я не знаю, как сделать что-либо, кроме как дать сдачи».
Воспитанный как наемный убийца мафии семьи Франкетти, определяющим качеством Джеки была его склонность к убийствам, а также к распутству. Несмотря на свой преступный образ жизни, Джеки придерживался строгого кодекса морали. Главным среди его убеждений было доверие к тем, кто его заслужил, и яростная преданность семье и союзникам. В начале сериала его главным любовным интересом была подруга детства Дженни Романо. Позже у него завязался роман с Сарой Пеццини после рождения их дочери Хоуп Пеццини.
Сын известного пособника мафии Дэнни Эстакадо и неназванной проститутки, Джеки был взят в приют Святого Джеральда, где санитары часто издевались над ним. Несмотря на свой антисоциальный характер еще в детстве, Джеки защищал свою подругу Дженни от их жестокого обращения. В возрасте шести лет Джеки был усыновлен будущим боссом мафии Фрэнки «Тоже Убивай детей» Франкетти, который выдавал себя за его дядю. Он сделал это только после того, как Сонатин из Братства Тьмы убедил его, что включение Джеки в его внутренний круг сделает Фрэнки могущественным.
Жизнь в мафии обеспечила Джеки как домом, так и чувством безопасности и семьи, но также сделала его более жестоким и склонным к незаконной деятельности. Потеряв девственность в четырнадцать лет с женщиной-офицером во время допроса, он пренебрег законом и развил сексуальную привычку. Совершив свой первый хит в возрасте шестнадцати лет, Джеки вскоре стал главным силовиком Фрэнки, превратив Франкетти в одну из лучших мафиозных семей Нью-Йорка и исполнив пророчество Сонатины. Ведя образ жизни плейбоя, Джеки часто посещал клуб Дженни, чтобы поддерживать связь.
И Ангелус, и Сонатин бдили на протяжении всей жизни Джеки; оба они ждали, когда он проявит Тьму — Братство хотело использовать его силу в своих целях, в то время как Ангелус хотел только уничтожить владельца, пока он наиболее уязвим. За Джеки также наблюдали последователи Церкви Ангелуса, которые внедрились в различные преступные операции в противовес Франкетти. Среди них был Реджис Тайн, бухгалтер мафии, который будет сотрудничать с Джеки и попытается убить его более десяти лет спустя.
Когда ему исполнился 21 год, его темные силы пробудились, и он узнал о своем злом наследии. Джеки проводил большую часть своего времени, убегая от Ангелуса, Сонатины и Братства Тьмы или сражаясь с ними. Джеки пыталась выйти из мафии, но Фрэнки похитил и убил Дженни, подругу детства Джеки. Джеки, во время разборки на складе с командой Франкетти, взорвал склад, убив Фрэнки и сжег Джеки заживо.
После этого Джеки провел два дня, блуждая по Аду в поисках Дженни, пока бывший священник Том Джадж, носитель другого артефакта под названием «Восхищение», не пришел и не дал ему надежду, дар, который позволяет людям покинуть Ад. Затем тело Джеки было восстановлено Темнотой.
Джеки вернулась и обнаружила, что банда Франчетти перешла во власть двоюродного брата Фрэнки, Поли. Поли смог раскрыть секрет Джеки, и Поли шантажировал Джеки, заставляя его делать хиты для него. По пути Джеки научилась создавать оружие из Темноты. Позже Джеки поворачивается к Поли и берет под свой контроль семью Франкетти, в конечном счете сражаясь с Триадами и сражаясь с Русской мафией в Атлантик-Сити, где его соблазняет женщина, созданная его собственным подсознанием. Встав на сторону Магдалены (носительницы другого артефакта, Копья Судьбы), он противостоит Ангелусу.

## Другие медиа

### Фильм
В декабре 2004 года Dimension Films заплатила не раскрытую шестизначную сумму за разработку фильма по мотивам комикса, релиз которого запланирован на 2008 год. Позже права на фильм были проданы братьям Панг в декабре 2005 года.
На Comic-Con 2009 президент Top Cow Мэтт Хокинс сообщил, что в разработке находится полнометражный фильм «Тьма», продюсером которого выступил Scott Stuber Productions. В 2012 году Лен Уайзман подписал контракт на продюсирование фильма.

### Игры
Игра, основанная на The Darkness, была выпущена для PlayStation 3 20 июня 2007 года, а для Xbox 360 — восемь дней спустя. Разработанная Starbreeze Studios и изданная 2K Games, игра следует другой версии истории.
Продолжение под названием The Darkness II было выпущено для PC, Xbox 360 и PlayStation 3 7 февраля 2012 года, разработано Digital Extremes и издано 2K Games.